# Jean Negulesco
Jean Negulesco, o Jean Negulescu (Craiova, Rumania, 29 de febrero de 1900 - Marbella, España, 18 de julio de 1993), fue un director y guionista de cine rumano, nacionalizado estadounidense.

## Trayectoria
Nació en Craiova (Rumania), el 29 de febrero de 1900. En 1915 Negulesco se trasladó a Viena y en 1919 a Bucarest, donde trabajó como pintor, antes de convertirse en decorador de escenarios en París. En 1927 fue a Nueva York por una exposición de sus obras, y se quedó a vivir allí.
En 1934 se introdujo en la industria del cine, primero como artista de sketches, y más tarde como productor ejecutivo. A finales de los años 30 se convirtió en director y guionista.
Inició su carrera  en 1939 con Three and a day para la Warner Bros.
La primera película que dirigió fue Singapore Woman en 1941. 
En 1946, se casó con la actriz Dusty Anderson, con la que vivió hasta su muerte.
Trabajó con Joan Crawford y John Garfield en Humoresque (1947); y con Jane Wyman en Belinda. Precisamente en 1948 fue nominado a los premios Óscar como director de ella; no ganó la estatuilla pero sí la ganó su actriz protagonista, la citada Jane Wyman.
En la década de 1950, trabajó para la  20th Century Fox, logrando éxitos con How to Marry a Millionnaire (Cómo casarse con un millonario), memorable comedia con Marilyn Monroe y Lauren Bacall, y con Titanic (1953) así como con Three Coins in the Fountain (1954). Por la primera de estas películas, en 1955 ganó el Premio BAFTA a la mejor película. 
A partir de finales de los años 1960 (sólo hizo ya dos filmes más), se fue a vivir a Marbella, España, donde murió a causa de un infarto a la edad de 93 años (en 1993).
Escribió una autobiografía titulada Things I Did and Things I Think I Did.

## Filmografía
- Singapore Woman (1941)
- The Gay Parisian (1941)
- United States Marine Band (1942)
- Cavalcade of Dance (1943)
- Women at War (1943)
- The Mask of Dimitrios (1944)
- The Conspirators (1944)
- Three Strangers (1946)
- Nobody Lives Forever (1946): De amor también se muere
- Humoresque (1946)
- Deep Valley (1947)
- Road House (1948): El parador del camino
- Belinda (1948)
- The Forbidden Street (1949)
- Under My Skin (1950)
- Three Came Home (1950): Regresaron tres
- Take Care of My Little Girl (1951)
- The Mudlark (1951)
- Lydia Bailey (1952)
- Lure of the Wilderness (1952)
- Phone Call from a Stranger (1952)
- Scandal at Scourie (1953)
- Titanic (1953)
- How to Marry a Millionaire (1953)
- Three Coins in the Fountain (1954)
- Woman's World (1954)
- The Rains of Ranchipur (1955): Las lluvias de Ranchipur
- Daddy Long Legs (1955)
- The Dark Wave (1956)
- Boy on a Dolphin (1957):  La sirena y el delfín
- Una cierta sonrisa (1958)
- The Gift of Love (1958)
- Count Your Blessings (1959)
- The Best of Everything (1959)
- Jessica (1962)
- The Pleasure Seekers (1964)
- Hello-Goodbye (1970)
- The Invincible Six (1970)

## Premios y distinciones
Premios Óscar
| Año  | Categoría      | Película | Resultado |
| ---- | -------------- | -------- | --------- |
| 1949 | Mejor director | Belinda  | Nominado  |